# Mitsui OSK Lines
Mitsui OSK Lines (japonsky 株式会社 商船 三井 zkráceně MOL) je japonská dopravní společnost se sídlem v Toranomon, Minato, Tokio. Je to jedna z největších přepravních společností na světě.
Flotila MOL zahrnuje lodě pro přepravu suchého nákladu (volně ložené látky), lodě pro přepravu zkapalněného zemního plynu, lodě pro přepravu automobilů Ro-Ro, ropné tankery, kontejnerové lodě (mezi nimiž je MOL Triumph čtvrtou největší nákladní lodí na světě), provozuje též kontejnerové terminály. Její logo aligátora lze stále vidět na kontejnerech v přístavech, na silnicích, kolejích a člunech po celém světě, a to navzdory tomu, že zaměření společnosti na přepravu kontejnerů bylo od dubna 2018 omezeno.
Společnost, která byla založena jako klíčová součást zaibacu Mitsui (rodinný konglomerát) během rané industrializace Japonska, je nyní nezávislá na zaibacu, ale zůstává součástí keirecu Mitsui (skupina aliančních společností).
Mnoho ředitelů této společnosti mělo značnou moc v Japonsku i v zahraničí. Jedním z posledních je Masaharu Ikuta, který byl jmenován do čela nově privatizované japonské pošty.

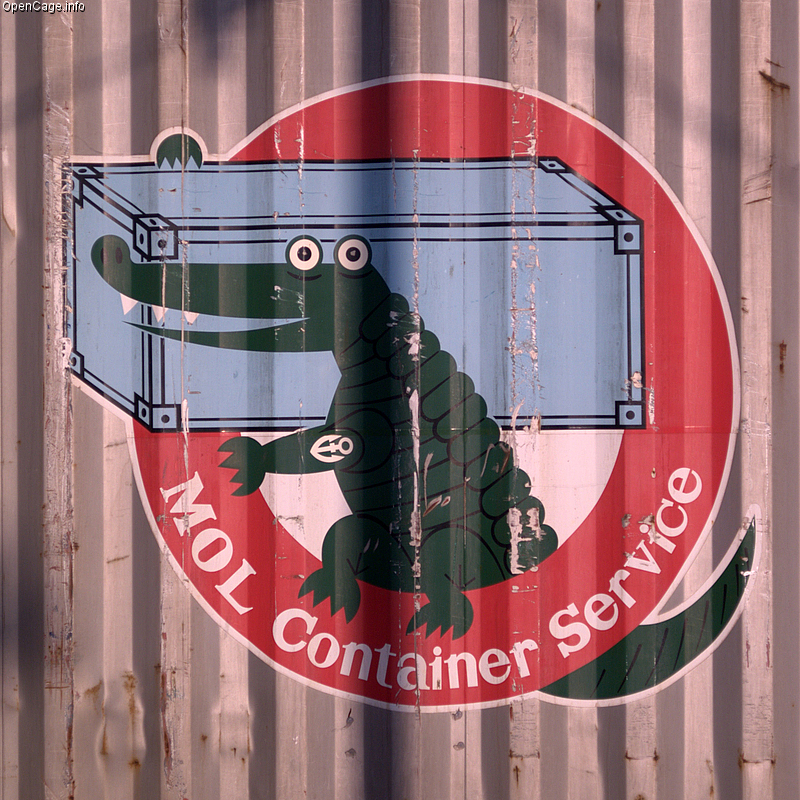
Logo kontejnerové služby

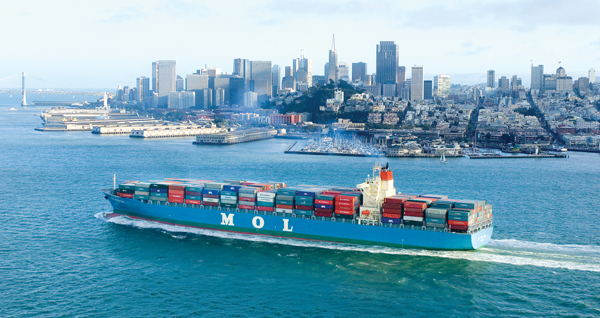
Kontejnerová loď

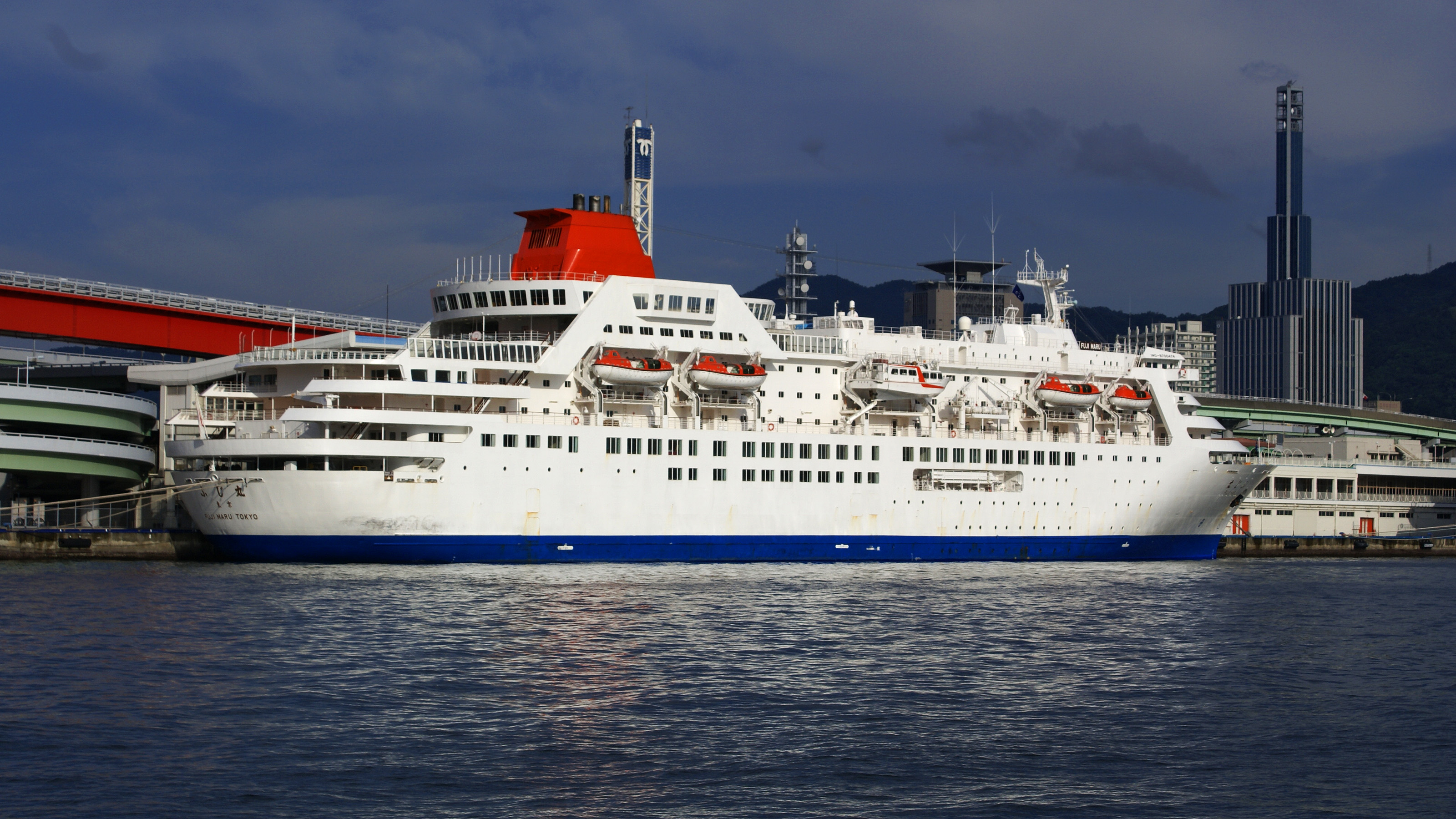
Fudžimaru, 2006

## Historie
Společnost MOL (Mitsui OSK Lines) byla založena v roce 1964 po sloučení společnosti Osaka Shosen Kaisha (OSK), která byla založena v roce 1878, a společnosti Mitsui Steamship Co., Ltd. založené v roce 1942, dříve Mitsui Line, podle zákona o rekonstrukci a reorganizaci lodního průmyslu. V té době byla společnost největší přepravní společností v Japonsku, vydělala na 13,1 miliardy ¥ a 83 lodí agregovalo 1 237 tisíc tun mrtvé váhy (DWT).

### OSK
OSK byla založena v roce 1884, kdy 55 provozovatelů lodí, z nichž každý měl jen malý počet plavidel, spojilo svůj provoz. Hlavním představitelem těchto majitelů lodí byl Hirose Saihei, vedoucí manažer Sumitomo zaibacu neboli konglomerátu, a prominentní postava ve finančních kruzích v Ósace. OSK byla kapitalizována na 1,2 milionu ¥, přičemž 93 plavidel činilo 15 400 hrubých registrovaných tun (GRT).
V prvních letech se její trasy omezovaly na pobřežní dopravu v západní oblasti Japonska. V roce 1890 OSK zahájila linku Ósaka-Pusan, následovanou v roce 1893 provozováním trasy Ósaka-Incheon a korejskými pobřežními službami. Společnost byla rekapitalizována na 1,8 milionu ¥ v roce 1893, kdy vzrostla na 2,5 milionu ¥ v roce 1894, na 5 milionů ¥ v roce 1896, kdy vláda Tchaj-wanu poskytla dotace OSK na liniové služby v Ósace a Tchaj-wanu, a na 10 milionů ¥ v roce 1898, kdy společnost začala působit na řece Jang-c’-ťiang.
V roce 1898 se Tokugoro Nakahaši stal třetím prezidentem společnosti. Vynaložil velké úsilí na racionalizaci vnitřní organizace OSK, na proniknutí na čínský trh a také na zahájení první oceánské trasy OSK z Hongkongu do Tacomy ve státě Washington v roce 1908. V roce 1911 OSK zahájila službu z Kóbe do Bombaje. Trasa byla pod monopolem Dálné východní nákladní konference (FEFC), z níž Nippon Yusen KK (NYK) byl jediným japonským členem. OSK bojovala proti FEFC a byla přijata na konferenci v roce 1913. V roce 1918 společnost otevřela cestu z Bombaje do Marseille a byla přijata k plnému členství v FEFC. Mezitím otevřela linky do San Francisca, Austrálie a Jižní Ameriky, čímž se stala celosvětovou linkovou dopravou. V roce 1920 zahájila provoz linky do New Yorku, ale ta jí přinášela ztrátu. V roce 1930 OSK investovala obrovské částky do pěti nových vysokorychlostních motorových lodí, aby mohla zahájit expresní provoz do New Yorku. Tato služba zcela transformovala dopravu surového hedvábí z Asie do Ameriky; surové hedvábí se začalo dopravovat po vodě až do New Yorku místo po souši. Podíl OSK na nákladu přepravovaném na této trase rostl a její obchodní výkonnost se zlepšila navzdory nepříznivým obchodním podmínkám.
Během velké hospodářské krize OSK a NYK uzavřely dohodu o spolupráci v roce 1931, kdy OSK zrušila svou cestu do Pugetova zálivu, která končila v Tacomě a Seattlu, a získala monopol na jihoamerickou cestu východním pobřežím. OSK se rychle vzpamatovala ze ztrát v letech 1930 a 1931 a v roce 1932 obnovila vyplácení dividend.
Zisky společnosti vyvrcholily v roce 1941, kdy byla OSK kapitalizována na 87 milionů ¥ a měla 112 plavidel v celkové hodnotě 557 126 GRT.
Během druhé světové války byla OSK, stejně jako jiné japonské přepravní společnosti, nucena být pouhým vlastníkem lodi. Když válka skončila, zbývalo jí pouze 55 plavidel, celkem 143 976 BRT, z nichž většina byla takzvaná „standardní loď pro válku“ nízké kvality. Všechny lodě byly pod kontrolou spojeneckých sil prostřednictvím Civilního obchodního námořního výboru. V roce 1950 se však OSK vrátila ke globální službě. Do konce roku 1957 společnost téměř obnovila práva na plavbu, která byla před válkou dána FEFC, a uskutečňovala 18 cest měsíčně na 13 zámořských linkách. Soutěž byla mnohem intenzivnější než před válkou, protože každý, kdo měl peníze, mohl stavět lodě v rámci vládou sponzorovaného programu stavby lodí, který byl zahájen v roce 1947. Před válkou se členové konference snažili vyloučit nově příchozí. OSK postavila v rámci programu 38 lodí. V roce 1953 OSK zavedla cestu na východ do Jižní Ameriky k přepravě emigrantů z Japonska. Zpočátku byla služba zisková, ale počet emigrantů klesl v roce 1962 pod 2 000 ročně. V roce 1963 OSK založila společnost Japan Emigration Ship Co., Ltd. (JES), aby se zbavila tohoto ztrátového podnikání. Později byla společnost JES reorganizována na společnost Mitsui OSK Passenger Co., Ltd. V tomto období byla většina obchodů OSK ztrátová. V roce 1964 vlastnila 41 plavidel v celkové výši 376 539 BRT. Společnost byla kapitalizována na 7,6 miliard ¥ a její dluhy činily přibližně 34,9 miliardy ¥.

### Mitsui Bussan Kaisha
Mitsui Line byla původně přepravním oddělením obchodní společnosti Mitsui Bussan Kaisha. Společnost Mitsui Bussan byla založena v roce 1876 a získala výhradní práva na vývoz a prodej uhlí těženého ve státních dolech Miike. Pronajímala lodě a přepravovala uhlí na vlastní účet. V roce 1878 koupila parník a v roce 1888 koupila doly. Mitsui Bussan se stal průmyslovým dopravcem a námořní sekce byla založena v roce 1898. Tato sekce se rozšířila na námořní dopravu a v roce 1904 se přestěhovala do Kóbe. Společnost poté vlastnila 9 lodí s celkovým objemem 36 752 DWT a v předvečer první světové války flotilu celkem 15 lodí s 74 635 DWT, což v roce 1919 vzrostlo na 30 lodí, celkem 127 141 DWT. Třetí generální ředitel, Teijiro Kawamura, rozšířil činnost oddělení během první světové války; v roce 1914 zahájila trampovou dopravu přepravující vlastní náklad společnosti a náklad jiných společností. V roce 1917 postavila loděnici a zřídila loďařské oddělení a v roce 1920 otevřela liniovou linkovou dopravu z Dalianu přes Kóbe do Seattlu, přičemž liniová doprava fungovala na odchozích cestách, ale na zpáteční cestě, kvůli nedostatečnému nákladu v Seattlu, lodě musely zastavovat a sbírat náklad v jiných přístavech.
V roce 1924 postavilo oddělení dopravy společnosti Mitsui Bussan dvě sesterské lodě. Jedna byla vybavena vzájemnými olejovými hořáky, druhá měla vznětové motory a byla první zaoceánskou naftovou lodí v Japonsku. Oddělení postavilo tyto lodě na severoamerickou trasu a porovnalo jejich výkon. Akagisan Maru, naftová loď, se osvědčila a Mitsui uzavřel v roce 1926 licenční smlouvu na výrobu a marketing s firmou Burmeister and Wain Co. (B & W), která motor vyrobila. V roce 1928 společnost Mitsui otevřela trasu do Bangkoku, v roce 1931 na Filipíny, v roce 1932 z Dalienu do New Yorku a v roce 1935 do Perského zálivu. Od roku 1933 se námořní oddělení stalo známým jako Mitsui Line. V roce 1937 vlastnila 35 lodí v souhrnu 227 044 DWT. Oddělení stavby lodí bylo v roce 1937 odděleno jako Mitsui Tama Shipyard a v roce 1942 se také bývalé oddělení přepravy stalo samostatnou společností Mitsui Steamship Co., Ltd. (MS). Bylo vyděláno na 50 milionů ¥ a Takaharu Mitsui byl zvolen předsedou.
Během druhé světové války a po válce byly všechny lodě MS pod kontrolou vlády. Když Japonsko prohrálo válku v roce 1945, zbylo pouze 17 plavidel MS, což se zvýšilo na 22 plavidel v celkové hodnotě 77 459 DWT, když MS znovu získaly operace, které byly dříve pronajaty Civilnímu obchodnímu námořnímu výboru (CMMC).
MS poté zahájila intenzivní rozšiřování své flotily a tras, aby obnovila svou předválečnou síť, a šla tak daleko, že zažádala o vstup do FEFC. Když byla její žádost zamítnuta, umístil MS na tuto trasu v roce 1953 lodě zvenčí – nečleny konference. Po dlouhém boji se konference pokusila problém vyřešit politicky a britský velvyslanec otevřeně kritizoval japonskou námořní politiku v roce 1955. Japonsko se připojilo k Všeobecné dohodě o clech a obchodu (GATT) téhož roku a japonský ministr dopravy se snažil tuto otázku vyřešit bez sporů. Konečný návrh konference prostřednictvím zprostředkování ministra dopravy obsahoval extrémně drsné podmínky, které MS muselo akceptovat, jedním z nich bylo, že MS se mohlo připojit k FEFC, pouze pokud několik let bude fungovat pod vedením NYK. 39měsíční bitva skončila a MS začala pod záštitou NYK stavět lodě v roce 1956. O pět let později se MS ke konferenci konečně připojila.
V letech od 1950 do sloučení s OSK v roce 1964 vyrobila společnost MS 38 plavidel a její provozní tonáž byla největší v Japonsku. Jedna z jejích lodí, Kinkasan Maru, byla první lodí ovládanou z můstku na světě. MS plánovala racionalizovat své posádky a současně zlepšit pracovní podmínky inženýrů. Spolupracovala se společností Mitsui Shipbuilding & Engineering Co., přímým nástupcem loděnice Mitsui Tama, a navrhla inovativní lodě ovládané z můstku. Kinkasan Maru byl dodán v roce 1961 a MS jej umístila spolu s další lodí ovládanou z můstku na trasu do New Yorku, která byla znovu otevřena v roce 1951. Kromě trasy New York provozovala MS západní a východní trasy po celém světě, trasu do Střední a Jižní Ameriky, trasu do západní Afriky a trasu do Velkých jezer. V roce 1964 vlastnilo MS 45 plavidel v souhrnu 737 098 DWT. Výsledky MS však byly zklamáním od roku 1950 do fúze s OSK v roce 1964, kdy byla kapitalizována na 5,5 miliardy ¥ a měla dluhy 26,7 miliardy ¥.

## Fúze Mitsui-OSK
Brzy po reorganizaci odvětví námořní dopravy v roce 1964, kdy byly japonské námořní společnosti restrukturalizovány do šesti skupin, se světová doprava posunula směrem ke kontejnerizaci. Mitsui OSK Lines, Ltd. (MOL), která vznikla spojením společností OSK a MS, zahájila kontejnerové služby na trase do Kalifornie a připojila se ke konsorciu čtyř japonských operátorů v oblasti charterů.
Obchodní výsledky se po fúzi zlepšily a ztráta z minulých let byla odepsána v roce 1966. Společnost byla rekapitalizována na 20 miliard ¥ v roce 1968 a na 30 miliard ¥ v roce 1972. Vlastněná flotila se zvýšila na 152 plavidel, celkem 6,6 milionů DWT v 1974, a provozní flotila – vlastněná plavidla a časově pronajatá plavidla – měla 291 plavidel, celkem 10 milionů DWT.

### Kontejnerizace
První kontejnerová loď společnosti, MOL America Maru, vyplula z Kóbe do San Franciska v říjnu 1969. Kontejnerizace se rozšířila na další linky, včetně australské s NYK a Yamashita-Shinnihon Steamship Co. v roce 1970, na trase severním Pacifikem s dalšími pěti japonskými společnostmi v roce 1971, a evropská trasa, jako součást skupiny TRIO Group, kterou tvoří MOL, Nippon Yusen Kaisha, Overseas Container Line, Ben Line a Hapag-Lloyd, v roce 1971. Na newyorské trase a středomořských linkách začala kontejnerová doprava v roce 1972.

### Přeprava rudy
Druhým trendem byla specializace. OSK i MS měly lodě na rudu a po sloučení měla MOL největší podíl na japonském trhu s rudou. Yachiyosan Maru na 123 800 DWT, postavený v roce 1970 na základě záruky za náklad od společnosti Nippon Steel Corporation, byl v té době největší lodí na přepravu rud v Japonsku.

### Auta
Společnost MOL postavila Oppama Maru, první loď na přepravu aut v Japonsku v roce 1965, na základě záruky od společnosti Nissan Motor Company. Společnost MOL nemohla přepravovat auta při nízké přepravní sazbě, protože se musela držet konferenční sazby. Společnost Nissan proto v roce 1970 založila společnost Nissan Motor Car Carrier Co., která má provozovat Oppama Maru a přepravovat její vozy. Na základě tohoto modelu založily společnosti MOL a Honda Motor Co. v roce 1973 společnost Act Maritime Co. pro přepravu automobilů Honda do Spojených států.
Divize MOL na přepravu aut se jmenuje ACE (Auto Car Carrier Express) a většina roll-on / roll-off plavidel ve flotile společnosti má ve svém názvu příponu ACE. Divize se specializuje na námořní dopravu a distribuci zbrusu nových i ojetých automobilů, nákladních automobilů, přívěsů, návěsů Mafi, těžkých stavebních strojů a dalších typů vozového nákladu.
Od roku 1990 investovala společnost MOL do regionální napájecí linky Euro Marine Logistics.
V červenci 2006 utrpěla loď MV Cougar Ace provozovaná společností MOL jednu z nejhorších nehod v tomto odvětví. Navzdory ztrátě veškerého nákladu byla loď zachráněna a stále pluje.
Dne 1. ledna 2019 došlo při plavbě na severozápad od Oahu na cestě z Japonska do přístavu Honolulu k požáru MV Sincerity Ace. Několik plavidel plujících poblíž bylo přesměrováno pobřežní hlídkou USA, aby zachránilo její posádku, avšak byla hlášena 4 úmrtí a 1 pohřešovaná osoba.

### Ropná krize
Americké embargo na zlato v roce 1971 a nástup plovoucího světového měnového systému byly pro MOL těžkou ranou. Změnila svou finanční strategii a ponechala více finančních prostředků v amerických dolarech a v jiných měnách. Vážnější byla ropná krize v roce 1973. Společnost MOL okamžitě zrušila rozestavěné tankery a zaznamenala nejlepší obchodní výsledky od fúze; příjmy z nákladní dopravy dosáhly výše 327,5 miliard ¥. Brzy poté se však výsledky rychle zhoršily a pokles pokračoval až do roku 1978.
Společnost MOL vynaložila velké úsilí na snížení nákladů a současně zvýšila velikost a počet nákladních lodí. Na trasách mezi průmyslově vyspělými a rozvojovými zeměmi se zvýšila kontejnerizace a na financování této expanze byly zapotřebí obrovské investice. Začal také vývoj intermodální dopravy na trase do Severní Ameriky a společnost MOL představila v roce 1972 službu Mini Land Bridge (MLB), která pomocí železniční dopravy a přepravy zkracuje dobu přepravy, aby konkurovala americké námořní společnosti Sea-Land, která rozšířila službu IPI (Interior Point Intermodal) v roce 1980.
Přibližně v době, kdy byla zahájena služba MLB, se struktura světového obchodu začala měnit a v roce 1979 bylo v nově industrializovaných zemích (NIC) naloženo přibližně 60 % obecného nákladu z Asie do Spojených států. Společnost MOL reorganizovala své trasy, změnila své výchozí přístavy pro americké cesty z Japonska do Hongkongu, Tchaj-wanu a dalších NIC, zatímco přepravní společnosti v nově industrializovaných zemích tuto novou poptávku zachytily a vstoupily na tichomořské trasy. Konkurence v námořní dopravě se zvýšila a společnost MOL zahájila přímou kontejnerovou dopravu mezi Dálným východem a západním pobřežím Severní Ameriky v roce 1982. Společnost MOL investovala obrovský kapitál do konsolidace těchto služeb a do vybudování servisní sítě ve Spojených státech.
Jako protiopatření proti rostoucím nákladům na ropu postavila společnost MOL energeticky účinné lodě ve spolupráci s Mitsui Engineering & Shipbuilding. Awobasan Maru, dodaný v roce 1981, byla první lodí zahrnující inovace, které snížily spotřebu paliva o 30 %. V roce 1974 společnost MOL založila Saudi Arabian Shipping Co., Ltd. (SASCO) a Arabian Marine Operation Co. Ltd. (AMOCO) jako společné podniky s princem Saúdské Arábie v Džiddě. SASCO je majitelem lodi, zatímco AMOCO řídí operace tankerů. MOL doufal, že mu tento společný podnik poskytne výhodné postavení při jakémkoli dalším znárodňování ropy, ale výkon těchto společností nebyl zpočátku dobrý, a společnost AMOCO získala práva na zásobování zásobníků v roce 1977. O dva roky později došlo k druhé ropné krizi a MOL dokázal získat stabilní dodávky.

### Snižování počtů
Personální výdaje se po první ropné krizi zvýšily a jen byl přeceněn. Tyto změny silně zasáhly MOL, protože velká část jeho příjmů byla v amerických dolarech. Aby se stala konkurenceschopnější, MOL snížila počet vlastních plavidel a zvýšila počet lodí s cizí vlajkou; počet jejích vlastních lodí klesl ze 127 v roce 1975 na 82 v roce 1982 a počet zaměstnanců na moři z 3 127 na 2 233, zatímco příjmy z nákladní dopravy se za stejné období zvýšily z 282 miliard na 476 miliard jenů. Společnost MOL také ve spolupráci s MES stavěla vysoce racionalizované lodě, které vyžadovaly posádku pouze 18 lidí, což je minimální počet akceptovaný zákonem námořníků, zatímco ostatní lodě vyžadovaly 22 nebo 24. První superpokročilou lodí byla Canberra Maru, dodaná v roce 1979, který byl uveden na australské trase.

### Osobní doprava
V roce 1970 založila společnost MOL reorganizací společnosti JES společnost Mitsui OSK Passenger Co., Ltd. (MOP). MOP má tři osobní lodě. Společnost byla v té době jedinou v Japonsku, která provozovala oceánskou osobní dopravu, ale později v 90. letech vstoupilo na tento trh několik japonských přepravních společností, aby se vyrovnalo s rozmachem cestování po moři.

### LNG
V roce 1983 začal dovoz zkapalněného zemního plynu (LNG) s podmínkou Free on Board (FOB) v rámci diverzifikace japonských energetických zdrojů a společnosti MOL, NYK, Kawasaki Steamship, Chubu Electric Power Company, Incorporated a další japonské elektrárenské a plynařské společnosti společně založily dvě specializované společnosti Badak LNG Transport Inc. a Arun pro přepravu LNG z Indonésie. Tyto dvě společnosti provozovaly sedm lodí LNG postavených společností MOL a dalšími přepravními společnostmi. V roce 1983 převzala společnost MOL dodávku první velké lodě na přepravu metanolu Kohzan Maru a přepravila metanol ze Saúdské Arábie do Japonska. Japonský vývoz průmyslových strojů v té době rostl a začala modularizace. MOL se zajímal o přepravu masivních strojů a převzal dodávku pěti specializovaných lodí, včetně Atlas Maru, vybavených jeřábem o kapacitě 600 tun, jedním z největších na světě. Koncem 80. let začal vývoz strojů klesat a tyto speciální lodě byly většinou prodávány nebo měnily své vlajky.

### Restrukturalizace
V roce 1984 byl námořní zákon Spojených států revidován a byla zavedena povinná doložka o nezávislých opatřeních. To poskytlo přepravním společnostem právo zavést slevový tarif, pokud je registrován u Federální námořní komise. Konference na severoamerických linkách se staly extrémně slabými a sazby za přepravu na těchto trasách prudce poklesly. Každá cesta mezi Dálným východem a Spojenými státy způsobila ztráty a obchodní výkonnost společnosti MOL se opět zhoršila. Společnost MOL znovu tvrdě pracovala na omezení výdajů a zajištění větší konkurenceschopnosti na těchto trasách. Ve stejném roce se rozhodla rozšířit své zařízení pro kontejnerové terminály v Los Angeles a také instalovala vlastní kontejnerové terminály v asijských přístavech, včetně Kao-siungu.
Společnost MOL rovněž vyvinula velké úsilí na reorganizaci operací na tichomořských trasách, čímž rozpustila konsorcium šesti japonských společností. V roce 1985 zahájilo konsorcium dvou společností se službou Kawasaki Steamship K Line (KL) na jihozápadní trase Japonsko / Tichomoří a East Asiatic Co. (EAC) na jihozápadní trase Dálný východ / Tichomoří. Rovněž se rozhodlo zahájit konsorcium tří společností s KL a EAC na severozápadní pacifické trase. Na každé trase začala týdenní služba s nově postavenými velkými kontejnerovými loděmi. První taková loď, asijská společnost Venture, byla loď FOC s 1 960 ekvivalentních jednotek o 20 stopách (TEU), což udávalo počet naložených kontejnerů, a hlavní lodě umístěné na této trase se po spuštění v roce 1984 staly loděmi FOC. MOL zahájil provozování vlakové dopravy mezi Los Angeles, Chicagem a Columbusem v Ohiu v roce 1985 a v následujícím roce ji rozšířil do New Yorku.
Trasa New York se stala nejkonkurenceschopnější kvůli tomuto trendu směrem k intermodálním formám dopravy. NYK, Yamashita-Shinnihon Steamship Co. – později se spojil s Japan Line a založil Nippon Liner Systems pro liniovou dopravu a Navix Lines pro trampovou dopravu – a MOL zahájila společnou provozní službu v roce 1986 a nasadila na ni šest vysokorychlostních velkých plavidel včetně Série Alligator od společnosti MOL. Pro zlepšení služeb zavedla společnost MOL v roce 1984 počítačový rezervační systém a v roce 1986 rozšířila svůj online systém tak, aby pokryl Spojené státy a Dálný východ. Tato cesta se však po roce 1986 stala ztrátovou, což vážně ovlivnilo výkonnost společnosti; MOL nevyplácel dividendy v letech 1987 až 1989.

### Internacionalizace
Finanční aktivity společnosti MOL se po první ropné krizi staly mezinárodnějšími. Společnost vydala podnikové dluhopisy a zaručené dluhopisy na švýcarském kapitálovém trhu. Vlastní kapitál akcionářů činil 57,36 miliardy ¥ a čistý příjem 5,94 miliardy ¥ v roce 1991.
Ve stejném roce byl počet přímo vlastněných plavidel 54, což představuje souhrn 4,15 milionu DWT, a provozováno bylo 296 plavidel, což představuje 13,43 milionů DWT.

### Sloučení přepravy kontejnerů v roce 2018
V pondělí 31. října 2016 se společnosti Mitsui OSK Lines, Kawasaki Kisen Kaisha a Nippon Yusen Kabushiki Kaisha dohodly na sloučení svého podnikání v přepravě kontejnerů založením zcela nového společného podniku. Integrace zahrnovala jejich aktivity v zámoří. Nová společná společnost působící pod názvem „Ocean Network Express“ od 1. dubna 2018 má holdingovou společnost v Tokiu, globální ústředí v Singapuru a regionální ředitelství ve Velké Británii (Londýn), Spojených státech (Richmond, VA), Hongkongu a Brazílii (Sao Paulo).

### Únik ropy v roce 2020
Dne 25. července 2020 MV Wakashio provozovaná společností MOL najela na mělčinu a vylila ropu na jih od Mauricia.